# تامینانگو
تامینانگو (انگلیسی: Taminango) نام شهری در کشور کلمبیا است.